# Taras Bełej
Taras Mychajłowycz Bełej, ukr. Тарас Михайлович Белей, ros. Тарас Михайлович Белей, Taras Michajłowicz Bielej (ur. 12 stycznia 1948 w Stanisławowie) – ukraiński piłkarz, grający na pozycji bramkarza, trener piłkarski.

## Kariera piłkarska

### Kariera klubowa
Wychowanek klubu Spartak Iwano-Frankiwsk, w którym rozpoczął karierę piłkarską w 1966. W latach 1968–1970 występował w jednym z najlepszych radzieckich klubów Spartak Moskwa, w barwach którego zadebiutował w Wyższej lidze ZSRR. Ale rozegrał tylko 2 mecze i w 1972 powrócił do Iwano-Frankiwska. W latach 1973–1974 odbywał służbę wojskową w Iskrze Smoleńsk, po czym kontynuował bronić bramki iwanofrankowskiego Spartaka. W 1982 przeszedł do SKA Kijów, skąd w następnym roku przeniósł się do klubu Nywa Brzeżany. W 1984 zakończył karierę piłkarską.

## Kariera trenerska
Po zakończeniu kariery zawodniczej rozpoczął pracę trenerską. W 1989 i 1991-1992 pomagał trenować bramkarzy w rodzimym Prykarpattia Iwano-Frankiwsk. Również w latach 1990-1995 pracował z dziećmi w DJuSSz Spartak Iwano-Frankiwsk.

## Sukcesy

### Sukcesy klubowe
- mistrz Wtoroj ligi ZSRR: 1972